# Abdoua Kanta
Abdoua Kanta (* 1946 in Foulatari; † 9. April 2017 in Niamey) war ein nigrischer Journalist, Schriftsteller und Filmregisseur.

## Leben
Abdoua Kanta gehörte der ethnischen Gruppe der Fulbe an. Er machte zunächst eine Ausbildung als Lehrer, bevor er sich dem Medienbereich zuwandte. In Paris absolvierte er 1965 eine Fernseh-Ausbildung.
Kanta war für den Office de Radiodiffusion et Télévision du Niger (ORTN), die staatliche Rundfunkanstalt Nigers, tätig. Er arbeitete als Hörfunkmoderator auf Französisch und in den Nationalsprachen Fulfulde und Kanuri. Mit Mariama Keïta und Akoli Daouel moderierte er die Kindersendung Magazine des petits. Abdoua Kanta war ab 1978 für die Konzeption und Umsetzung von Télé Sahel, des ersten regulären Fernsehprogramms des ORTN, verantwortlich. Er wirkte auch im Fernsehen als Moderator. Von 1978 bis 1980 war er Sport- und Kulturberichterstatter der Magazinsendung Nous les Jeunes und bei den Afrikaspielen 1978 in Algier arbeitete er als ORTN-Sonderberichterstatter. Bereits ab 1973 war er außerdem Mitarbeiter der Auslandssender Radio France Internationale, Radio Canada International und Deutsche Welle.
Die Kinderbuchautorin Andrée Clair brachte ihn Anfang der 1970er Jahre zum Schreiben von Kinderliteratur und half ihm später auch bei der Vermittlung von Verlagen in Europa. Sein größter Erfolg war das 1987 erschienene Buch Halimatou, das sich an Elf- bis Zwölfjährige richtet und dessen deutsche Übersetzung – unter dem Titel Lelee, das Hirtenmädchen – 1995 mit dem Kinderliteraturpreis Blaue Brillenschlange ausgezeichnet wurde. Das Buch wurde unter dem Titel Lelée als Koproduktion von FR3 und Télé Sahel verfilmt.
Als Regisseur schuf Abdoua Kanta mehrere Spiel- und Dokumentarfilme, darunter zum Thema AIDS. Als Schauspieler trat er unter anderem in mehreren Stücken des Theaterensembles des Centre Culturel Franco-Nigérien auf. Kanta war ferner Gründungsmitglied des nigrischen Schriftstellerverbands Association des Ecrivains Nigériens und des nigrischen Filmschaffendenverbands Association des Cinéastes Nigériens. Von 1992 bis 1994 wirkte er als Generalsekretär der nigrischen Medienregulierungsbehörde Conseil Supérieur de la Communication (CSC).
Abdoua Kanta starb nach einer langen Krankheit im Nationalkrankenhaus Niamey. Er wurde am Muslimischen Friedhof von Yantala in Niamey bestattet.

## Werke

### Bücher
- Le déraciné. Unesco, Paris 1972.
- Lelee, das Hirtenmädchen. Mit Bildern von Boubacar Boureima. 3. Auflage. Nagel und Kimche, Zürich/Frauenfeld 1997, ISBN 978-3-312-00502-4 (französisch: Halimatou. Vauves 1987. Übersetzt von Annelies Burckhardt und Anna Katharina Ulrich).
- La gestion du matériel humain et technique d’une station de télévision. École nationale d’administration publique de Québec, Sainte-Foy 1990.

### Filme
- 1981: L’homme et les animaux
- 1982: Le divorce
- 1982: L’homme sans cicatrice
- 1990: Lelée, l’ainée de la famille[7]